# Кубок Ізраїлю з футболу 1999—2000
Кубок Ізраїлю з футболу 1999–2000 — 61-й розіграш кубкового футбольного турніру в Ізраїлі. Титул вдруге поспіль здобув Хапоель (Тель-Авів).

## Регламент
Кубкова стадія складається з двох раундів: регіонального та національного, саме з національного раунду (1/16 фіналу) стартують клуби Прем'єр-ліги.

## 1/16 фіналу
| Команда 1                     | Рахунок      | Команда 2                    |
| ----------------------------- | ------------ | ---------------------------- |
| 8 лютого 2000                 |              |                              |
| Хапоель (Петах-Тіква)         | 2:2 пен. 2:3 | Маккабі (Хайфа)              |
| Бейтар (Єрусалим)             | 2:0          | Хапоель (Єрусалим)           |
| Ашдод                         | 0:2          | Маккабі (Петах-Тіква)        |
| Хапоель (Хайфа)               | 2:0          | Хапоель (Рішон-ле-Ціон)      |
| Бейтар (Беер-Шева) (2)        | 1:0          | Бней-Єгуда                   |
| Хапоель (Кфар-Сава)           | 2:0          | Хапоель (Рамат-га-Шарон) (4) |
| Хапоель (Ашкелон) (2)         | 1:0          | Маккабі (Ашкелон) (4)        |
| Хапоель (Беер-Шева) (2)       | 3:1 дч       | Маккабі (Кір’ят-Гат) (2)     |
| Маккабі Ахі (Назарет) (2)     | 2:0          | Хапоель (Рамат-Ган) (3)      |
| Хапоель Цафрірім (Холон) (2)  | 1:0          | Хакоах Маккабі Рамат-Ган (2) |
| Хапоель Іроні Дімона (3)      | 0:3          | Маккабі (Нетанья)            |
| Бейтар (Тель-Авів) (3)        | 1:1 пен. 4:2 | Бней Сахнін (2)              |
| Хапоель (Назарет-Ілліт)\| (3) | 0:2          | Маккабі (Кафр-Кана) (3)      |
| Хапоель (Бейт-Шеан) (2)       | 1:2          | Маккабі (Герцлія)            |
| 29 лютого 2000                |              |                              |
| Маккабі (Акре) (2)            | 1:2          | Хапоель (Тель-Авів)          |
| Хапоель (Год-га-Шарон) (5)    | 0:7          | Маккабі (Тель-Авів)          |

## 1/8 фіналу
| Команда 1               | Рахунок      | Команда 2                    |
| ----------------------- | ------------ | ---------------------------- |
| 7 березня 2000          |              |                              |
| Хапоель (Хайфа)         | 2:2 пен. 5:6 | Маккабі (Хайфа)              |
| Хапоель (Тель-Авів)     | 2:0          | Маккабі (Тель-Авів)          |
| Маккабі (Кафр-Кана) (3) | 1:3          | Хапоель (Кфар-Сава)          |
| Хапоель (Ашкелон) (2)   | 1:2          | Хапоель (Беер-Шева) (2)      |
| Маккабі (Петах-Тіква)   | 2:1          | Хапоель Цафрірім (Холон) (2) |
| Бейтар (Тель-Авів) (3)  | 2:1          | Маккабі Ахі (Назарет) (2)    |
| Маккабі (Нетанья)       | 3:0          | Маккабі (Герцлія)            |
| 14 березня 2000         |              |                              |
| Бейтар (Беер-Шева) (2)  | 1:1 пен. 6:7 | Бейтар (Єрусалим)            |

## 1/4 фіналу
| Команда 1               | Рахунок      | Команда 2              |
| ----------------------- | ------------ | ---------------------- |
| 21 березня 2000         |              |                        |
| Хапоель (Кфар-Сава)     | 1:1 пен. 3:2 | Маккабі (Петах-Тіква)  |
| Хапоель (Беер-Шева) (2) | 0:2          | Хапоель (Тель-Авів)    |
| Маккабі (Хайфа)         | 4:0          | Бейтар (Тель-Авів) (3) |
| Маккабі (Нетанья)       | 3:3 пен. 8:9 | Бейтар (Єрусалим)      |

## 1/2 фіналу
| Команда 1           | Рахунок      | Команда 2           |
| ------------------- | ------------ | ------------------- |
| 11 квітня 2000      |              |                     |
| Бейтар (Єрусалим)   | 3:2          | Хапоель (Кфар-Сава) |
| Хапоель (Тель-Авів) | 0:0 пен. 2:1 | Маккабі (Хайфа)     |

## Фінал
| 17 травня 2000 |

| Хапоель (Тель-Авів)                            | 2:2 пен. 4:2 | Бейтар (Єрусалим)                   |
| ---------------------------------------------- | ------------ | ----------------------------------- |
| Рачуниця 87' Туама 115'                        | Протокол     | Пачо 90', 118'                      |
|                                                | Пенальті     |                                     |
| - Гершон - Онищенко - Бахар - Туама - Рачуниця | 4:2          | - Абукасіс - Дері - Третяк - Шандор |

| Стадіон «Рамат-Ган», Рамат-Ган Глядачів: 42 000 Арбітр: Мейр Леві |